# Irbesartan
L' Irbesartan  è un principio attivo di indicazione specifica contro l'ipertensione.

## Indicazioni
Come tutti gli antagonisti dei recettori II dell'angiotensina, l'irbesartan trova indicazione nel trattamento dell'ipertensione. Può anche rallentare la progressione della nefropatia diabetica, ed è indicato per limitare l'evoluzione delle disfunzioni renali in pazienti affetti da diabete di tipo 2, ipertensione e microalbuminuria (>30 mg/24 ore) o proteinuria (>900 mg/24 ore).

## Controindicazioni
Da controllare la quantità di potassio, da evitare in gravidanza e durante l'allattamento.

## Dosaggi
- Ipertensione, 150 mg al giorno (dose massima 300 mg al giorno), sconsigliato in età infantile;
- Malattia renale, 150 mg al giorno (dose massima 300 mg al giorno), sconsigliato in età infantile.

## Farmacodinamica
I sartani sono antagonisti dei recettori dell'angiotensina II e impediscono l'interazione tra tale forma di angiotensina e i recettori tissutali denominati AT1 (e anche AT2).
Il blocco dell'AT1 produce effetti simili agli ace-inibitori senza la comparsa dell'effetto collaterale più diffuso (la tosse).

## Effetti indesiderati
Alcuni degli effetti indesiderati sono ipotensione, cefalea, iponatremia, gotta, vertigini, nausea, impotenza, vomito, febbre, ipercalcemia, ipoglicemia, iperuricemia, affaticamento, ipotensione, rash, tachicardia, dolore toracico, artralgia, orticaria, vasculite, epatite, dispepsia.